# Ledley King
Ledley Brenton King (Londres, Inglaterra, 12 de octubre de 1980) es un exfutbolista inglés, con ascendencia en Antigua y Barbuda. Jugó de defensa e hizo toda su carrera en el Tottenham Hotspur. Actualmente es asistente de entrenador en el primer equipo del Tottenham.

## Selección nacional
Tuvo una buena participación como jugador del combinado inglés,aunque su alineación en el 11 titular de la selección hubiera sido factible, se vio detenida por sus innumerables lesiones y por la presencia de los jugadores John Terry y Rio Ferdinand.

## Torneos   internacionales
| Mundial                        | Sede      | Resultado        |
| ------------------------------ | --------- | ---------------- |
| Eurocopa de fútbol 2004        | Portugal  | 4° de final      |
| Copa Mundial de Fútbol de 2010 | Sudáfrica | Octavos de final |

## Clubes
| Club              | País       | Año       |
| ----------------- | ---------- | --------- |
| Tottenham Hotspur | Inglaterra | 1998-2012 |

## Palmarés

### Campeonatos nacionales
| Título              | Club              | País       | Año  |
| ------------------- | ----------------- | ---------- | ---- |
| Football League Cup | Tottenham Hotspur | Inglaterra | 2008 |

- Datos: Q207401
- Multimedia: Ledley King / Q207401